# Forficulinae
Forficulinae – podrodzina skorków z podrzędu Neodermaptera i rodziny skorkowatych.
Skorki te mają nieco przypłaszczone, w zarysie zwykle pośrodku rozszerzone ciało. Czułki ich buduje od 12 do 15 dość krótkich, cylindrycznych lub prawie stożkowatych członów, z których czwarty zwykle krótszy jest od trzeciego. Tułów odznacza się stosunkowo wąskim śródpiersiem. Pokrywy (tegminy) mogą być dobrze wykształcone, skrócone lub zredukowane do położonych po bokach klapek. Tylna para skrzydeł może być w pełni wykształcona, ukryta lub całkiem zanikła. Odwłok może być rozszerzony pośrodku lub za środkiem, w pierwszym przypadku będąc silnie ku szczytowi zwężonym. Przysadki odwłokowe przekształcone są w szczypce. U samców ich kształt i wymiary mogą być różne, zwykle są one przypłaszczone w części nasadowej i mogą być wyposażone w ząbki nasadowe, środkowe lub wierzchołkowe. Narządy genitalne samców cechują się mniej lub bardziej uproszczoną budową. Wewnątrz ich nieparzystego płata genitalnego występuje, zwykle krótka virga.
Takson o prawie kosmopolitycznym zasięgu.  W Polsce występują: kikutnica żółta i skorek pospolity.
Należy doń 12 rodzajów:
- Afroforficula Steinmann, 1990
- Apterygida Westwood, 1840 – kikutnica[4]
- Chamaipites Burr, 1907
- Doru Burr, 1907
- Elaunon Burr, 1907
- Forficula Linnaeus, 1758 – skorek[4]
- Guanchia Burr, 1911
- Mesolabia Shiraki, 1905
- Parlax Burr, 1911
- Proforficula Steinmann, 1990
- Skalistes Burr, 1907
- Tauropygia Brindle, 1970